# VESA
VESA (VESA Local Bus, ili VL-Bus, ili VLB)  je ime za sabirnicu koja se koristila u IBM PC računalima, i korišteno je kao brza sabirnica za memory-mapped I/O i za DMA. U mnogim IBM PC računalima s Intel 80486 mikroprocesorima, VESA sabirnica je radila u kooperaciji s ISA sabirnicom koja se koristila za interupt zadatke i za port-mapped I/O. Sabirnica je imala 32-bita za podatke, te 112 iglica na utorima.